# Épülő nagysebességű vasútvonalak országonként
Ez a szócikk a tervezett, vagy már épülő nagysebességű vasutakat mutatja be országonkénti bontásban (melyeken a legnagyobb sebesség legalább 200 km/h (125 mérföld/óra).

## Ázsia

### Kína
Kína 2017 végén 40 474 km nagysebességű vasútvonallal rendelkezett, és jelenleg is több ezer km hosszan építenek újabb vonalakat.

### India
2008-ban India kormánya nemzetközi tender kiírást tett közzé, az ország első nagysebességű vonalának előzetes megvalósíthatósági tanulmánya elkészítésére, és belenyugodott, hogy a vonalat nem lehet 2015. év előtt megnyitni. A tanulmánynak vizsgálni kell egy 300–350 km/h sebességű vonal építésének feltételeit. A vonal Delhiből Amritszár városáig, valamint Pune városából Mumbai-g vezetne. A Vasúti Minisztérium reméli, hogy mind a projekt megvalósítása, mind a Public-private partnership finanszírozás sikeres lesz.

## Európa
Belgiumnak, Franciaországnak, Németországnak, Olaszországnak, Spanyolországnak és Angliának már jelenleg is van nagysebességű vasúthálózata. A hálózatot napjainkban is bővítik, fejlesztik, és újabb országok kapcsolódnak be a nagy sebességű hálózatba.

## Észak-Amerika

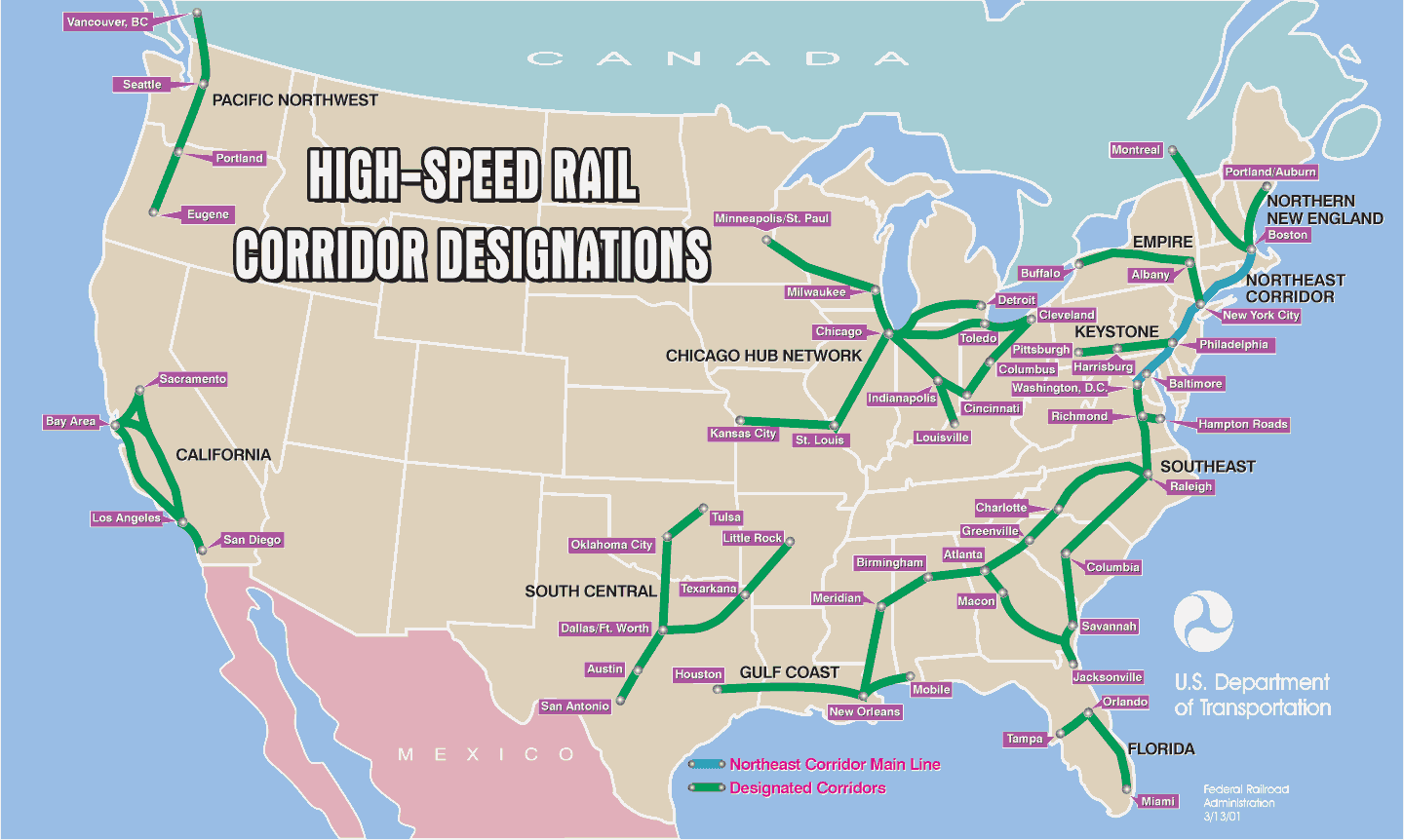
Az USA már meglévő (kék színnel) és a tervezett (zöld színnel) nagysebességű vasútvonalai

### Mexikó
Terveztek egy vonalat Mexikóváros és Guadalajara között.

## Dél-Amerika

### Argentína
Argentína (bővebben lásd: TAVe) lesz az első ország Dél-Amerikában, mely megépíti az első dedikált nagysebességű vasútvonalát. A vasútvonal 320 km/h (200 mph) sebességre lesz alkalmas. A korai tervek szerint az építkezésnek 2008-ban kellett volna elkezdődnie. A munkával kapcsolatban arra számítottak, hogy négy év alatt elkészül. A vasút első üteme 286 kilométer (178 mérföld) hosszú lesz, és összekapcsolja Buenos Airest Rosarióval. A második ütem Rosairóból vezet tovább Córdobába egy 710 kilométeres (441 mérföld) vonallal. Az építkezés jelenleg a 2008-ban kirobbant gazdasági világválság miatt bizonytalan ideig felfüggesztve.
További tervezett nagysebességű vasútvonalak:
- Buenos Aires-Mar del Plata (400 kilométer, 250 mérföld): A új vonal a márciusi tengerparti strandüdülővárosba és a jelentős Mar del Plata kikötőbe vezet majd. A terveknek az előkészítése zajlik.
- Buenos Aires-Mendoza (1200 kilométer, 750 mérföld): tervezés alatt

### Brazília
Brazília tervezi egy 280 kilométer/h sebességű vonal megépítését, ami összekapcsolja Rio de Janeirot, São Paulot és Campinast. A vasútvonal több mint 400 kilométer hosszú lesz, a tervek szerint a menetidő 1,5 óra. Az egyéni jegy árát 130 reais-re (kb 66 amerikai dollár) becsülik. Italplan szerint a projekt egy befektetést egy 9 milliárd dolláros befektetést fog igényelni. Ha a nyilvános közbeszerzési eljárás 2008-ban rendben lezajlott volna, akkor a vasútvonal 2015-ben meg is nyílhatott volna.

## Ausztrália
Ausztráliának jelenleg nincsenek nagy sebességű vonatai.

## Afrika

### Algéria
Az SNTF-nek a következő tervei vannak: Az új vonalak csatlakoztatni fogják Orant Annabához, miközben elérik Algírt, Setif és Constantine városokat. A hálózat továbbá el fogja érni Marokkó és Tunézia határait. Ezek a vonalak szintén csatlakozni fognak a sivatag bizonyos városaihoz: Ghardaïa-, Touggourt és Hassi Messaoud. Az új vonalak tervezett sebessége körülbelül 255 km/h.
- Algír - Skikda - Annaba (620 kilométer)
- Algír - Oran - Tlemcen (770 kilométer)
- Bordj Bou Arreridj - Khémis Miliana (320 kilométer)
- Boumedfaâ - Djelfa (260 kilométer)
- Touggourt - Hassi Messaoud (160 kilométer) - Line of the desert,
- Oued Tlélat - marokkói határ (220 kilométer)
- Relizane - Tiaret - Tissemsilt (180 kilométer)
- Oued Sly - Yellel (100 kilométer)

### Dél-Afrika
A Dél-afrikai Köztársaságban jelenleg  a 80 kilométeres Gautrain vonal van, melyet 2010-ig alkalmassá akarnak tenni a 180 km/h sebességgel való közlekedésre. Később további 20 km/h-val akarják növelni a sebességet, így már valóban nagysebességű vonal lesz.
Az indítást 2009 és 2010 között tervezik

### Marokkó
Az ONCFM terve 2007-ben kezdődött. Marrakechből Tangiernek északon, Marrakeshen keresztül Agadirnek délre, és Casablancából az atlanti-óceánon Oujdának az algériai határon. Ha a terveket jóváhagyják, a pálya 1500 kilométer hosszú lesz, 2030-ig szeretnék befejezni, körülbelül 25 milliárd dirhams-ért (2,87 milliárd dollár). Casablanca és Marrakesht között az út több mint három óráról 1 óra 20 percre csökkenne, és a fővárosból Rabatból Tangierbe 1 óra 30 percre a 4 óra 30 percről. 2007 végén aláírtak egy szerződést egy konzorciummal, amit arra késztetett Alstom, hogy építsen egy nagysebességű vasutat Kenitra és Tanger között.

## Szabványok
A fent felsorolt nagy sebességű vasutak közül mindegyik 25 kV AC (Németországot, Ausztriát, Svájcot és Svédországot kivéve, melyek 15 kV-ot használnak) feszültséget használ.  A nyomtáv egységesen 1435 mm-es normál nyomtáv lesz, még ott is, ahol a vasúthálózat nem 1435 mm (Oroszországban és Finnországban). Ez az együttműködési képességet fogja növelni a nagysebességű vasutak között a különböző országokban, mikor a hálózatok összekapcsolódnak.